# Steinkreis von Gortanacra
 Der Steinkreis von Gortanacra steht im namengebenden Townland (irisch Gort an Acra) südlich von Baile Bhuirne im County Cork in Irland.
Der multiple Steinkreis der Cork-Kerry-Serie (nach Seán Ó Nualláin auch Axial Stone Circle – axialer Steinkreis – genannt) hat einen Durchmesser von 8,4 m. Er ist ein gutes Beispiel für einen Steinkreis dieses Typs. Er hatte ursprünglich 13 Steine vom Bouldertyp, von denen keiner mehr als 0,9 m hoch ist. Erhalten sind 12 Steine, von denen fünf am Boden liegen.

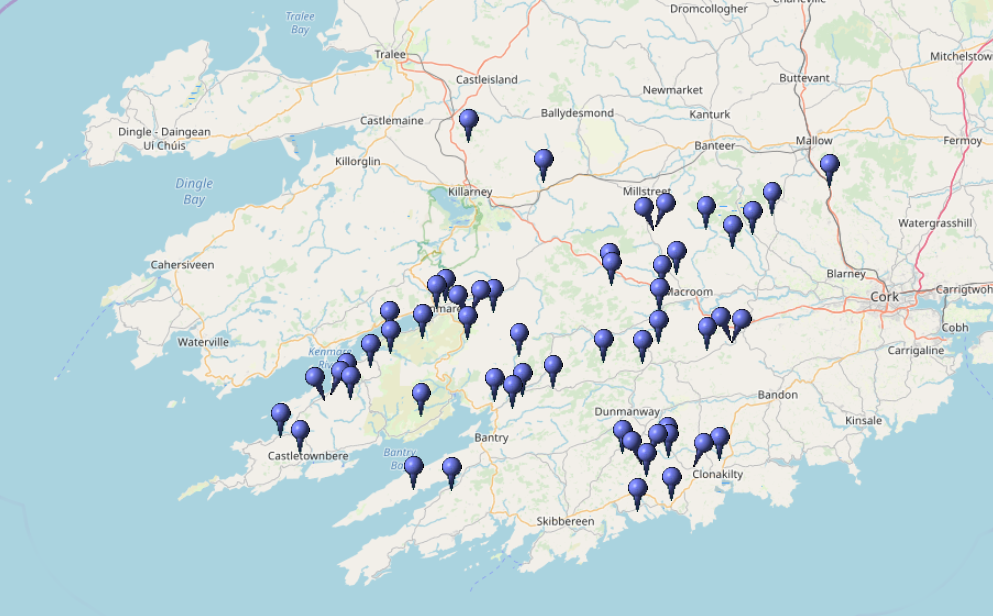
Axiale Steinkreise (ASC)

## Kennzeichen
Multiple Steinkreise sind symmetrisch so arrangiert, dass der so genannte „axiale oder liegende Stein“ direkt gegenüber zwei Steinen liegt, die normalerweise die höchsten im Kreis sind und einen Zugang markieren (Steinkreis von Bohonagh). Typisch, aber nicht durchgängig ist, dass sich die Höhe der Steine im Kreis in Richtung auf den axialen Stein, der konstant im südwestlichen Sektor des Denkmals liegt, reduziert. Der axiale Stein von Gortanacra ist der einzige merklich rechteckige Stein.
In der Nähe liegt der Steinkreis von Gortnatubbrid.